# كارينا فوجت
كارينا فوجت (بالألمانية: Carina Vogt)‏ (و. 1992  م) هي متزلج قفز ألمانية، ولدت في شفايبيش غموند، شاركت في الألعاب الأولمبية الشتوية 2014، وSki jumping at the 2014 Winter Olympics – Women's normal hill individual ‏.

## روابط خارجية
- كارينا فوجت على موقع الاتحاد الدولي للتزلج (القفز التزلجي) (الإنجليزية)
- كارينا فوجت على موقع اللجنة الأولمبية الدولية (الإنجليزية)
- كارينا فوجت على موقع أوليمبيديا (الإنجليزية)
- كارينا فوجت على موقع اللجنة الأولمبية الألمانية (الألمانية)